# IntercontinentalExchange
Pour les articles homonymes, voir ICE.
IntercontinentalExchange (officiellement Intercontinental Exchange Inc, NYSE : ICE) est une société américaine exploitant plusieurs places boursières et plusieurs chambres de compensation. Spécialisée dans les produits dérivés au début, elle s'est développée grâce au electronic trading (en) sur les matières premières et à la compensation de gré à gré des credit default swap.

## Histoire
ICE a été créé en 2000 par Jeffrey Sprecher. C'est alors un marché en ligne spécialisé dans le négoce de l'énergie. L'ICE se développe très vite par des acquisitions aux États-Unis et en Europe. 
En avril 2001, l'ICE rachète le principal marché européen de l'énergie, l'International Petroleum Exchange (IPE) à Londres, fondé en 1980 par des acteurs du monde pétrolier et des institutions financières. L'IPE est aussi un spécialiste des produits dérivés sur les produits énergétiques (pétrole brut, gaz naturel, électricité, charbon) et cote depuis avril 2005 les permis d'émission de gaz à effet de serre. Son produit phare reste le baril de Brent, le brut de Mer du Nord qui fait référence en Europe.  
En mars 2009, Jeffrey Sprecher lance également une chambre de compensation des credit default swaps (CDS), ces assurances qui permettent de se prémunir contre les défauts de paiement. Fin 2012 environ 10.000 milliards de dollars de CDS ont transité par sa chambre de compensation depuis sa création, contre 192 millions de dollars pour son principal concurrent, le Chicago Mercantile Exchange de Chicago. 
Avant le rachat par ICE, les transactions sur le pétrole à Londres se faisaient à la fois à la criée et sur une plateforme électronique, alors que sur le gaz naturel, seul un marché électronique a, dès l'origine, été mis en place. Mais l'objectif d'ICE était de remplacer la criée par son propre système électronique. En novembre 2004, les horaires d'ouverture de la criée sur le Brent ont été réduits, pour finalement laisser complètement place à un système de cotation électronique le 7 avril 2005 sur tous les produits.
Les contrats à terme et options proposés concernent le pétrole (Brent Crude Oil, Gas Oil, WTI Crude Oil, New York Harbour (RBOB) Gasoline, Heating Oil), le gaz naturel (livrable sur le NBP - National Balancing Point), l'électricité et les permis d'émission.
En plus des futures, ICE offre la possibilité d'échanger des swaps sur une grande variété de produits (gaz naturel américain, fuels européens…) avec plus ou moins de succès auprès des traders.
Parallèlement, le NYMEX, la bourse concurrente basée à New York, a lancé un marché à la criée sur le Brent, basé à Dublin, pariant sur le goût des acteurs de ce marché pour un parquet. Après l'approbation des autorités de régulation britanniques (FSA), le Nymex devait déménager cette criée en septembre 2005 à Londres. Devant le peu de succès remporté par cette bourse, l'installation dans la capitale britannique n'a pas eu lieu.
Le 20 décembre 2012 est annoncé le rachat de NYSE Euronext par l'ICE pour 8,2 milliards de dollars, ce qui doit donner naissance au premier opérateur boursier mondial. Le 12 novembre 2013, la fusion-acquisition est réalisée.
En novembre 2013, ICE rachète pour 150 millions de dollars Singapore Mercantile Exchange.
Le 27 mai 2014 InterContinentalExchange lance un processus d'introduction en Bourse de ses activités en Europe qui sont regroupées dans la société Euronext, qui gère les Bourses de Paris, Bruxelles, Amsterdam et Lisbonne .
En octobre 2015, ICE acquiert Interactive Data, une entreprise américaine spécialisée dans la création de données financières en temps réel, pour 5,2 milliards de dollars, dont 3,65 milliards en liquides et 1,55 milliard en actions ICE. En novembre 2015, ICE acquiert pour 650 millions de dollars Trayport à BGC Partners.
En décembre 2016, ICE au travers de sa filiale NYSE, acquiert National Stock Exchange, une bourse américaine de faible envergure, pour un montant non dévoilé.
En août 2020, ICE annonce l'acquisition de Ellie Mae, une entreprise spécialisée dans la gestion des prêts hypothécaires, pour 11 milliards de dollars.
En avril 2022, ICE annonce l'acquisition de Black Knight pour 13,1 milliards de dollars.

## Principaux actionnaires
Au 25 avril 2020.
| The Vanguard Group                 | 7,67% |
| T. Rowe Price Associates           | 5,13% |
| State Street Global Advisors (en)  | 4,46% |
| Capital Research & Management -II- | 3,93% |
| Capital Research & Management -WI- | 3,13% |
| Lazard Asset Management            | 2,68% |
| BlackRock Fund Advisors            | 2,62% |
| Wellington Management Company      | 2,45% |
| Northern Trust Investments         | 1,93% |
| Scout Capital Management           | 1,68% |

## Activité
Intercontinental Exchange est une place boursière spécialisée dans les produits dérivés (futures et options). Ses domaines sont : 
- l'énergie : cotation de produits dérivés sur le charbon, le pétrole brut et raffiné (Brent, WTI, Dubaï Light, brut de Singapour, gazoil), l'électricité (en Europe, leader mondial), les émissions de CO2 (en Europe), le gaz naturel liquéfié (méthane à −160 °C), le gaz naturel, le gaz naturel liquide (éthane, propane, butanes).
- les denrées agricoles : cotation de produits dérivés sur le canola (Canadian Oil Low Acid, huile végétale de colza, dont la teneur en acides gras saturés est faible et qui est utilisée dans les biocarburants produits en Europe), sur le cacao, le café, le sucre, le coton, le jus d'orange, les céréales (orge, soja, maïs, blé, blé dur, blé moulu).
- les produits financiers : cotation de produits dérivés sur les indices Russell, les indices Reuters sur les matières premières, les indices sur l'US Dollar, et les produits dérivés sur les taux de change (entre le US Dollar, l'Euro, le Franc Suisse, le Yen, la Livre Sterling, les Dollars Canadien et Australien…)
- les métaux ferreux, à savoir des produits dérivés sur les minerais de fer dont la teneur en fer est de 62 % (le standard utilisé par l'industrie)
- le fret sec (charbon, minerai de fer, acier) et le fret liquide (produits pétroliers) ; produits dérivés pour couvrir les risques sur le transit international de ces marchandises, en particulier à travers le canal de Suez pour les hydrocarbures
- les risques environnementaux : des produits dérivés couvrent les risques financiers, juridiques, sur la compétitivité et la réputation des entreprises, concernant les risques environnementaux aux États-Unis (pluies acides, pollution de l'air, réchauffement climatique…)

En décembre 2012, l'ICE annonce l'acquisition de NYSE Euronext, ce qui lui permet d'élargir ses activités au négoce des actions à New York (le NYSE) mais également aux produits dérivés sur les obligations et les taux d'intérêt à Londres (le Liffe). En revanche, il est prévu que l'ICE se sépare des activités marchés actions à Paris, Amsterdam, Bruxelles et Lisbonne (Euronext). 
Le chiffre d'affaires 2011 de lʼIntercontinental Exchange est de 1,3 milliard de dollars.